# Asociación Ibero-Macaronésica de Jardines Botánicos
La Asociación Ibero-Macaronésica de Jardines Botánicos (AIMJB)  es una organización que agrupa e impulsa a 38 jardines botánicos miembros, situados a lo largo de la geografía de España, Portugal y Gibraltar. Es una red comprometida con la investigación, difusión, educación y conservación de la diversidad vegetal en esta zona. 

## Localización
El domicilio social es el propio del Jardín Botánico que ostenta la Presidencia de la Asociación en ese momento. El ámbito territorial de la Asociación comprende la península ibérica, Archipiélagos Macaronésicos y Baleares.

## Historia
Esta asociación fue constituida en 1985 por distintas instituciones españolas y portuguesas relacionadas con las finalidades y objetivos de un jardín botánico, con el fin de promover y coordinar la colaboración entre los Jardines Botánicos miembros, para realizar proyectos comunes de actuación e impulsar el intercambio de conocimientos, experiencias, documentación y material vegetal.

## Actividades
Esta asociación que reúne a los jardines botánicos de España y Portugal como instituciones activas y destacadas en seis espacios concretos: 
- Biodiversidad, conservación, sostenibilidad; con programas de conservación enfocados en plantas en peligro y en endemismos de la zona.
- Conocimiento e innovación; instruye y prepara profesionales que puedan desenvolver y llevar adelante las funciones necesarias en los jardines botánicos existentes y gestiona la creación de vínculos de colaboración e intercambio de experiencias académicas y técnicas entre los distintos profesionales que trabajan en los jardines botánicos de la asociación.
- Cultura y patrimonio; con la conservación y gestión del patrimonio de la biodiversidad vegetal como bien cultural de los ciudadanos.
- Educación, convivencia, calidad de vida; promoviendo programas de educación medioambiental, sobre el uso y la conservación de las plantas, con miras de crear una conciencia de respeto hacia las plantas entre los escolares y la ciudadanos.
- Desarrollo económico y social; estimulando, en la medida de sus medios disponibles, la creación de nuevos jardines botánicos regionales.
- Integración, apertura, y conectividad, promoviendo la relación y los vínculos con otras asociaciones nacionales e internacionales similares.